# Blood Sweat & Tears (canção de BTS)
"Blood Sweat & Tears" (hangul: 피 땀 눈물; rr: Pi ttam nunmul; Japonês: 血、汗、涙; Hepburn: Chi, ase, namida) é uma música gravada pelo grupo de garotos sul-coreanos BTS para o seu segundo álbum de estúdio, Wings (2016). A versão coreana original foi lançada pela Big Hit em 10 de outubro de 2016, na Coreia do Sul. A versão em japonês foi lançada em 10 de maio de 2017, pela gravadora Universal Music Japan e pela Virgin Music-Def Jam Recordings. Em 2018, a Billboard classificou a música em 16º lugar em sua lista de "100 Greatest Boy Band Songs of All Time".

## Novo conceito
O grupo realizou uma coletiva de imprensa para o lançamento de seu álbum no dia 10 de outubro de 2016. Depois de serem questionados sobre seu novo conceito e seu significado, o líder RM explicou: "Quanto mais é difícil de resistir à tentação, mais você pensa sobre isso e vacila. Essa incerteza faz parte do processo de crescimento. Blood Sweat & Tears é uma música que mostra como se pensa, como se toma decisões e cresce."

## Composição
A música está na chave de Dó menor. Tem noventa e três batidas por minuto com duração de 3:37 minutos.

## MV
Em 6 de outubro de 2016, eles lançaram um teaser para a música. Às 12h do dia 10 de outubro de 2016, o vídeo oficial da música foi lançado. O vídeo de seis minutos apresenta RM recitando uma frase do livro Demian de Hermann Hesse, que foi uma inspiração para o conceito do álbum Wings, e que não aparece na versão do álbum da música. Tamar Herman da Billboard K-Town descreveu o videoclipe como "um videoclipe que explora idéias do destino, realidade, vida e morte, e sobre cair da graça."
O MV foi dirigido por Choi Yongseok e Ko Yoojeong da Lumpens. Outros notáveis "atores" de produção incluem Nam Hyunwoo, da GDW, como diretor de fotografia, Kim Gyeungseok da Sunny como supervisor, Lee Moonyoung da Myllab como diretor de arte, e Shin Yunkyun da DnD line como sendo o responsável pelos efeitos especiais. A coreografia foi criada por Keone Madrid e Quick Style Crew e supervisionado por Son Sungdeuk. Dentro de 24 horas do lançamento do videoclipe, atingiu 6,3 milhões de visualizações, estabelecendo um novo recorde. Em 13 de outubro, foi relatado que "Blood, Sweat & Tears" se tornou o vídeo de um grupo de K-pop mais rápido a atingir 10 milhões de visualizações. Segundo relatos, isso foi conseguido em menos de 42 horas - quase metade do tempo gasto para o seu registro anterior, "Fire", que levou 72 horas. Em 20 de fevereiro de 2017, o videoclipe tornou-se o terceiro videoclipe do BTS a ultrapassar a marca de 100 milhões de visualizações no YouTube, na época se tornando o segundo videoclipe mais rápido de um grupo de K-pop, atingindo essa marca em menos de 134 dias após o seu lançamento. O videoclipe tornou-se o terceiro videoclipe do BTS a chegar em 200 milhões de visualizações em 29 de outubro de 2017.

## Edições
A edição coreana do single não teve lançamento físico. O lançamento japonês incluiu ainda duas músicas, as versões japonesas de "Not Today" e "Spring Day". Quatro edições foram disponibilizadas: uma edição padrão e três edições limitadas, Tipo A, Tipo B e Tipo C, que excluíram "Spring Day". Photocards não foram incluídos nas edições individuais, mas um conjunto especial de sete fotos estava disponível por um tempo limitado com um box completo oferecido pela Universal Music Japan.
- Edição padrão (UICV-5063): Esta edição inclui a versão japonesa de "Spring Day".
- Edição limitada tipo A (UICV-9243): Esta edição inclui um DVD contendo o vídeoclipe japonês e o coreano de "Blood Sweat & Tears".
- Edição limitada tipo B (UICV-9244): Esta edição inclui um DVD contendo vídeos das gravações de "Blood Sweat & Tears".
- Edição limitada tipo C (UICV-9245): Esta edição inclui um livro fotográfico de 36 páginas.

## Desempenho comercial
Na Coreia do Sul, a música se tornou o primeiro hit nacional do grupo no Gaon Digital Chart, vendendo 198.987 na primeira semana e tendo 3.184.355 streams. A música vendeu 362.171 no total em outubro de 2016 e ficou em 6º lugar no chart mensal. Em maio de 2017, a música se tornou a primeira música do grupo a vender mais de 1 milhão de cópias na Coreia do Sul. Em dezembro de 2017, a música tornou-se o mais longo single de um grupo masculino em um chart coreano, quebrando um recorde que já tinha dez anos de idade.
Nos Estados Unidos e no Canadá, o BTS se tornou o terceiro grupo de K-pop a entrar no chart Canadian Hot 100, ficando em 86º lugar, um novo recorde para um grupo de K-pop. O BTS também liderou o chart World Digital Songs da Billboard na semana de 29 de outubro. Eles também entraram no YouTube Music Global Top 100 - e ficaram 17º no chart de vídeos e em 14º no chart de músicas.
No Japão, a versão coreana ficou em 18º lugar na Billboard Japan Hot 100, e vendeu 4.156 Em 10 de maio de 2017, a versão japonesa foi lançada, vendendo 144.234 no primeiro dia, e ficou em primeiro no chart diário da Oricon, e vendeu 223.082 de acordo com a SoundScan Japan. A música ficou em primeiro lugar no single chart semanal da Oricon, em primeiro na Japan Hot 100 da Billboard, e também em primeiro na "top singles sales", vendendo 310.276 cópias na primeira semana, de acordo com SoundScan Japan.

## Lista de músicas e formatos
| Edição coreana |                                    |                                                     |                |         |  |
| N.º            | Título                             | Letras                                              | Produtor       | Duração |  |
| 1.             | "피 땀 눈물" (Blood Sweat & Tears) | Pdogg, RM, SUGA, J-Hope, "Hitman" Bang, Kim Do-hoon | Pdogg          | 3:37    |  |
| Duração total: | Duração total:                     | Duração total:                                      | Duração total: | 3:37    |  |

| Edição japonesa |                                    |                                                                   |                |         |  |
| N.º             | Título                             | Letras                                                            | Produtor       | Duração |  |
| 1.              | "Chi, Ase, Namida" (Japanese ver.) | KM-Markit                                                         | Pdogg          | 3:35    |  |
| 2.              | "Not Today" (Japanese ver.)        | KM-Markit                                                         | Pdogg          | 3:52    |  |
| 3.              | "Spring Day" (Japanese ver.)       | Pdogg, RM, ADORA, Bang Sihyuk, Arlissa Ruppert, Peter Ibsen, SUGA | Pdogg          | 4:34    |  |
| Duração total:  | Duração total:                     | Duração total:                                                    | Duração total: | 12:01   |  |

## Créditos da música
Os créditos coreanos de Blood, Sweat & Tears são adaptados das notas do álbum Wings.
- Produção: Pdogg, RM, SUGA, J-Hope, "hitman" bang, Kim Doohyon
- Teclado: Pdogg
- Sintetizador: Pdogg
- Refrão: Jungkook, Jimin
- Arranjo do vocal e do rap: Pdogg
- Engenheiros de Gravação:
  - Pdogg @ Dogg Bounce
- Engenheiro de Mixagem:
  - James F. Reynolds @ Schmuzik Studios

## Paradas musicais
| Parada (2016–17)                         | Posição |
| ---------------------------------------- | ------- |
| Canadá (Canadian Hot 100)                | 86      |
| França (SNEP)                            | 167     |
| Japão (Billboard Japan Hot 100)          | 1       |
| Japão (Billboard Top Single Sales)       | 1       |
| Japão (Oricon)                           | 1       |
| Nova Zelândia (RMNZ)                     | 7       |
| Filipinas (Billboard Philippine Hot 100) | 82      |
| Coreia do Sul (Gaon Singles Chart)       | 1       |
| UK Independent Singles                   | 47      |
| Estados Unidos (Billboard)               | 1       |

| Parada (2017)             | Posição |
| ------------------------- | ------- |
| Japan Hot 100 (Billboard) | 27      |

| Ano  | Parada                             | Posição |
| ---- | ---------------------------------- | ------- |
| 2016 | Coreia do Sul (Gaon Singles Chart) | 91      |
| 2017 | Coreia do Sul (Gaon Singles Chart) | 73      |

## Vendas e certificações
| Região — Associação (Vendas)      | Certificação |
| --------------------------------- | ------------ |
| Coreia do Sul — KMCIA (1,575,357) | [ 45 ]       |
| Japão — RIAJ (310,276)            | Platina      |

## Prêmios e indicações
| Ano  | Prêmiação               | Categoria                               | Resultado | Ref           |
| ---- | ----------------------- | --------------------------------------- | --------- | ------------- |
| 2016 | Mnet Asian Music Awards | Song of the Year                        | Indicado  | [ 47 ] [ 48 ] |
| 2016 | Mnet Asian Music Awards | Best Dance Performance - Male Group     | Venceu    | [ 47 ] [ 48 ] |
| 2016 | Mnet Asian Music Awards | Best Music Video                        | Indicado  | [ 47 ] [ 48 ] |
| 2016 | Melon Popularity Award  | Weekly Popularity Award (17 de Outubro) | Venceu    | [ 49 ]        |
| 2016 | Melon Popularity Award  | Weekly Popularity Award (24 de Outubro) | Venceu    | [ 49 ]        |
| 2016 | KBS MV Bank MV Best 5   | Best Music Video Boy Group              | 3º        | [ 50 ]        |
| 2016 | K-Ville Music Awards    | Music Video of the Year                 | Venceu    | [ 51 ]        |
| 2017 | Seoul Music Awards      | Best Music Video Award                  | Venceu    | [ 52 ]        |
| 2017 | Gaon Chart Music Awards | Song of the Year – Outubro              | Indicado  | [ 53 ]        |
| 2017 | Annual Soompi Awards    | Song of the Year                        | Venceu    | [ 54 ] [ 55 ] |
| 2017 | Annual Soompi Awards    | Fuse Music Video of the Year            | Indicado  | [ 54 ] [ 55 ] |

### Prêmios em programas de música
| Canção                | Programa                  | Data                  |
| --------------------- | ------------------------- | --------------------- |
| "Blood Sweat & Tears" | Show Champion (MBC Music) | 19 de outubro de 2016 |
| "Blood Sweat & Tears" | M Countdown (Mnet)        | 20 de outubro de 2016 |
| "Blood Sweat & Tears" | Music Bank (KBS2)         | 21 de outubro de 2016 |
| "Blood Sweat & Tears" | Music Bank (KBS2)         | 28 de outubro de 2016 |
| "Blood Sweat & Tears" | Inkigayo (SBS)            | 23 de outubro de 2016 |
| "Blood Sweat & Tears" | The Show (SBS MTV)        | 25 de outubro de 2016 |

### Listas de fim de ano
| Crítico/Publicador | Lista                                                             | Classificação | Ref.   |
| ------------------ | ----------------------------------------------------------------- | ------------- | ------ |
| Billboard          | The 100 Greatest Boy Band Songs of All Time: Critics' Picks       | 16            | [ 62 ] |
| Billboard          | The 100 Greatest Music Videos of the 21st Century: Critics' Picks | 67            | [ 63 ] |
| Billboard          | 20 Best K-Pop Songs of 2016: Critic's Picks                       | 5             | [ 64 ] |
| KultScene          | 50 Best Korean Songs of 2016                                      | 2             | [ 65 ] |
| KultScene          | Best Korean MVs of 2016                                           | —             | [ 66 ] |
| Soompi             | 15 Of The Biggest K-Pop Hits From 2016                            | —             | [ 67 ] |

## Histórico de lançamentos
| País   | Data de lançamento    | Formato                           | Gravadora                                | Ref.   |
| ------ | --------------------- | --------------------------------- | ---------------------------------------- | ------ |
| Vários | 10 de outubro de 2016 | Digital download streaming        | Big Hit Entertainment                    | [ 68 ] |
| Japão  | 10 de maio de 2017    | Digital download streaming CD DVD | Universal Music Japan Def Jam Recordings |        |